# The Time (Dirty Bit)
"The Time (Dirty Bit)" là một bài hát của nhóm nhạc Mỹ The Black Eyed Peas nằm trong album phòng thu thứ sáu của họ, The Beginning (2010). Nó được phát hành vào ngày 5 tháng 11 năm 2010 như là đĩa đơn đầu tiên trích từ album bởi Interscope Records. Bài hát được đồng viết lời bởi hai thành viên của nhóm will.i.am và apl.de.ap với Damien LeRoy, trong đó lấy mẫu phần lời cho phần điệp khúc từ bài hát năm 1987 của Bill Medley và Jennifer Warnes cho bộ phim Dirty Dancing là "(I've Had) The Time of My Life", được viết lời bởi Franke Previte, John DeNicola và Donald Markowitz, trong khi phần sản xuất được đảm nhiệm bởi will.i.am và DJ Ammo. "The Time (Dirty Bit)" tiếp tục khai thác những âm thanh electro kết hợp với hiệu ứng chỉnh giọng Auto-Tune được The Black Eyed Peas phát triển từ album phòng thu trước The E.N.D. (2009), với nội dung đề cập đến việc mỗi người hãy tận tưởng những khoảnh khắc tươi đẹp trong đời và sống một cách hạnh phúc, không bị lệ thuộc bởi bất kì ai, và đã thu hút nhiều sự so sánh với những tác phẩm của deadmau5.
Sau khi phát hành, "The Time (Dirty Bit)" nhận được những phản ứng trái chiều từ các nhà phê bình âm nhạc, trong đó họ đánh giá cao giai điệu gây nghiện cũng như quá trình sản xuất của nó, nhưng cũng có nhiều chỉ trích đối với việc sử dụng phần lời của "(I've Had) The Time of My Life". Tuy nhiên, bài hát đã gặt hái những thành công ngoài sức tưởng tượng về mặt thương mại với việc đứng đầu các bảng xếp hạng ở 17 quốc gia, bao gồm nhiều thị trường lớn như Úc, Áo, Bỉ, Canada, Đức, Ý, New Zealand, Tây Ban Nha, Thụy Sĩ và Vương quốc Anh, và lọt vào top 10 ở tất cả những quốc gia nó xuất hiện, trong đó vươn đến top 5 ở Đan Mạch, Phần Lan, Pháp, Ireland và Hà Lan. Tại Hoa Kỳ, "The Time (Dirty Bit)" đạt vị trí thứ ba trên bảng xếp hạng Billboard Hot 100, trở thành đĩa đơn thứ chín liên tiếp của nhóm (thứ chín nếu tính tất cả) lọt vào top 10, đồng thời tiêu thụ được hơn ba triệu bản tại đây. Tính đến nay, nó đã bán được hơn 7.3 triệu bản trên toàn cầu, trở thành đĩa đơn bán chạy thứ bảy trong năm 2011 và là một trong những đĩa đơn bán chạy nhất mọi thời đại.
Video ca nhạc cho "The Time (Dirty Bit)" được đạo diễn bởi Rich Lee, người trước đó đã hợp tác với The Black Eyed Peas cho video "Imma Be Rocking That Body", trong đó bao gồm những cảnh nhóm cùng nhiều vũ công nhảy múa trong một buổi tiệc tại một câu lạc bộ đêm dưới lòng đất và bị biến đối thành những hình khối khác nhau xuyên suốt video, xen kẽ với hình ảnh khuôn mặt của các thành viên được biến đổi liên tục trong một màn hình trên khuôn mặt của will.i.am. Để quảng bá bài hát, nhóm đã trình diễn nó trên nhiều chương trình truyền hình và lễ trao giải lớn, bao gồm The Oprah Winfrey Show, The X Factor UK, giải thưởng Âm nhạc Mỹ năm 2010, giải thưởng âm nhạc Billboard năm 2011 và buổi diễn giữa hiệp tại Super Bowl XLV, cũng như trong tất cả những chuyến lưu diễn của họ. Kể từ khi phát hành, "The Time (Dirty Bit)" đã gặt hái nhiều giải thưởng và đề cử tại những lễ trao giải lớn, bao gồm một đề cử tại giải Video Âm nhạc của MuchMusic năm 2011 cho Video quốc tế của năm của nhóm nhạc và một đề cử tại giải Sự lựa chọn của Giới trẻ năm 2011 ở hạng mục Lựa chọn Âm nhạc: Đĩa Đơn.

## Danh sách bài hát
Tải kĩ thuật số
1. "The Time (Dirty Bit)" – 5:08

Đĩa CD
1. "The Time (Dirty Bit)" (radio chỉnh sửa) – 4:15
2. "The Time (Dirty Bit)" (bản album) – 5:08

EP phối lại nhạc số
1. "The Time (Dirty Bit)" (Afrojack phối lại) – 7:53
2. "The Time (Dirty Bit)" (Zedd phối lại) – 6:00
3. "The Time (Dirty Bit)" (Dave Audé Club phối) – 7:16
4. "The Time (Dirty Bit)" (Felguk phối lại) – 5:18
5. "The Time (Dirty Bit)" (Wideboys Full Club phối lại) – 5:23

Đĩa đơn nhạc số
1. "The Time (Dirty Bit)" (video chỉnh sửa) – 4:52
2. "The Time (Dirty Bit)" (Edson Pride Vocal phối) – 8:15

## Xếp hạng
| Bảng xếp hạng (2010-11)             | Vị trí cao nhất |
| ----------------------------------- | --------------- |
| Úc (ARIA)                           | 1               |
| Áo (Ö3 Austria Top 40)              | 1               |
| Bỉ (Ultratop 50 Flanders)           | 1               |
| Bỉ (Ultratop 50 Wallonia)           | 1               |
| Brazil (ABPD)                       | 1               |
| Canada (Canadian Hot 100)           | 1               |
| Cộng hòa Séc (Rádio Top 100)        | 1               |
| Đan Mạch (Tracklisten)              | 5               |
| Châu Âu (European Hot 100 Singles)  | 4               |
| Phần Lan (Suomen virallinen lista)  | 2               |
| Pháp (SNEP)                         | 2               |
| Đức (Official German Charts)        | 1               |
| Hungary (Dance Top 40)              | 1               |
| Ireland (IRMA)                      | 2               |
| Israel (Media Forest)               | 1               |
| Ý (FIMI)                            | 1               |
| Nhật Bản (Japan Hot 100)            | 8               |
| Hà Lan (Dutch Top 40)               | 4               |
| Hà Lan (Single Top 100)             | 2               |
| New Zealand (Recorded Music NZ)     | 1               |
| Na Uy (VG-lista)                    | 7               |
| Scotland (OCC)                      | 1               |
| Slovakia (Rádio Top 100)            | 1               |
| Tây Ban Nha (PROMUSICAE)            | 1               |
| Thụy Điển (Sverigetopplistan)       | 9               |
| Thụy Sĩ (Schweizer Hitparade)       | 1               |
| Anh Quốc (OCC)                      | 1               |
| Hoa Kỳ Billboard Hot 100            | 4               |
| Hoa Kỳ Dance Club Songs (Billboard) | 5               |
| Hoa Kỳ Latin Pop Songs (Billboard)  | 7               |
| Hoa Kỳ Pop Airplay (Billboard)      | 8               |
| Hoa Kỳ Rhythmic (Billboard)         | 16              |

| Bảng xếp hạng (2010)                 | Vị trí |
| ------------------------------------ | ------ |
| Australia (ARIA)                     | 28     |
| Australia Urban (ARIA)               | 11     |
| Austria (Ö3 Austria Top 75)          | 43     |
| Belgium (Ultratop 50 Flanders)       | 37     |
| Belgium (Ultratop 40 Wallonia)       | 8      |
| France (SNEP)                        | 13     |
| Germany (Official German Charts)     | 21     |
| Hungary (Dance Top 40)               | 77     |
| Italy (FIMI)                         | 56     |
| Netherlands (Dutch Top 40)           | 64     |
| Netherlands (Single Top 100)         | 64     |
| New Zealand (Recorded Music NZ)      | 30     |
| Spain (PROMUSICAE)                   | 47     |
| Sweden (Sverigetopplistan)           | 46     |
| Switzerland (Schweizer Hitparade)    | 49     |
| UK Singles (Official Charts Company) | 26     |
| Bảng xếp hạng (2011)                 | Vị trí |
| Australia (ARIA)                     | 70     |
| Australia Urban (ARIA)               | 27     |
| Austria (Ö3 Austria Top 75)          | 9      |
| Belgium (Ultratop 50 Flanders)       | 22     |
| Belgium (Ultratop 40 Wallonia)       | 15     |
| Canada (Canadian Hot 100)            | 15     |
| France (SNEP)                        | 13     |
| Germany (Official German Charts)     | 36     |
| Hungary (Dance Top 40)               | 22     |
| Israel (Media Forest)                | 15     |
| Netherlands (Dutch Top 40)           | 56     |
| Netherlands (Single Top 100)         | 63     |
| Sweden (Sverigetopplistan)           | 74     |
| Switzerland (Schweizer Hitparade)    | 18     |
| UK Singles (Official Charts Company) | 110    |
| US Billboard Hot 100                 | 37     |
| Worldwide (IPFI)                     | 7      |

## Chứng nhận
| Quốc gia                                                                           | Chứng nhận  | Số đơn vị/doanh số chứng nhận |
| ---------------------------------------------------------------------------------- | ----------- | ----------------------------- |
| Úc (ARIA)                                                                          | 3× Bạch kim | 210.000^                      |
| Bỉ (BEA)                                                                           | Bạch kim    | 30.000*                       |
| Đan Mạch (IFPI Đan Mạch)                                                           | Vàng        | 30,000^                       |
| Pháp (SNEP)                                                                        | Bạch kim    | 250.000*                      |
| Đức (BVMI)                                                                         | 3× Vàng     | 750.000‡                      |
| Ý (FIMI)                                                                           | Bạch kim    | 30.000*                       |
| New Zealand (RMNZ)                                                                 | Bạch kim    | 15.000*                       |
| Tây Ban Nha (PROMUSICAE)                                                           | Bạch kim    | 40.000*                       |
| Thụy Điển (GLF)                                                                    | 3× Bạch kim | 60.000‡                       |
| Thụy Sĩ (IFPI)                                                                     | 2× Bạch kim | 60.000^                       |
| Anh Quốc (BPI)                                                                     | Bạch kim    | 600.000^                      |
| Hoa Kỳ (RIAA)                                                                      | —           | 3,404,000                     |
| * Chứng nhận dựa theo doanh số tiêu thụ. ^ Chứng nhận dựa theo doanh số nhập hàng. |             |                               |